# Eric Helgar
Eric Helgar (* 8. Februar 1910 in Regensburg; † 14. Juni 1992 in München) war Sänger, Bühnen- und Filmschauspieler, Fernsehmoderator und Komponist.

## Leben und Werk
Auf einer Gastspielreise des Vaters, des Schweizer Opernsängers Gustl Helgar, wurde Eric Helgar 1910 in Regensburg geboren. Er wuchs in Zürich auf. Mit 17 Jahren zog er zu seiner Großmutter nach Berlin. Dort begegnete er Herbert Grenzebach, einem Freund seines Vaters und künstlerischer Leiter der Schallplattenfirma Ultraphon. Optimistisch sagte dieser zu Eric Helgar: „[...] wenn dein Vater eine so großartige Stimme hat, müsstest Du doch eigentlich auch singen können!“, und lud ihn zu Probeaufnahmen ein. Grenzebach lag mit seiner Vermutung richtig. Helgar bekam seinen ersten Schallplatten-Vertrag.
Der Sänger und Filmschauspieler Eric Helgar verdankte seine Filmkarriere vor allem seiner Popularität als jugendlicher Schallplatten- und Rundfunktenor. Hauptsächlich war Eric Helgar jedoch Sänger auf Schallplatten. Erste Schallplattenaufnahmen erfolgten für das Label Ultraphon im Dezember 1930 in Berlin, darauf – ab 1932 – fast ausschließlich für die neugegründete Schallplattenmarke von Telefunken. Zum Teil war Helgar parallel anfangs allerdings bis etwa 1935 – auch anonym – für zahlreiche andere Berliner Schallplattenfirmen tätig. Helgars interessantes, abwechslungsreiches und vielseitiges Repertoire, wurde durch eine angenehm klare, ausdrucksvolle und leicht wiedererkennbare Stimme getragen und reichte vom einfachen Schlager zum Tango und bis hin zu anspruchsvollen Operettenmelodien – etwa eines Ralph Benatzky (z. B. Telefunken A 1702, 1934, siehe unten); und mit nicht weniger anspruchsvollen Chansons und Kleinkunsteinspielungen zum Big-Band-Swing vom Ende der 1930er bis Anfang der 1940er Jahre. Sein Filmdebüt gab er 1933 mit Was Frauen träumen; ein Jahr später verkörperte er die Hauptrolle in Der Springer von Pontresina und mit dem in diesem Film interpretierten Lied Wir wollen Freunde sein für’s ganze Leben gelang ihm ein populärer Schlager. Von Mitte der 1930er Jahre an war Eric Helgar einer der Hauptgesangsinterpreten des populären Tanzorchesters von Adalbert Lutter für Telefunken (vgl. Auswahlliste, unten), darunter auch mindestens ein Propagandastück für die Nationalsozialisten (z. B. „70 Millionen - ein Schlag“ 1937).
Selten ist Helgar auch als Komponist seiner eigenen Titel nachzuweisen, etwa des Sommer-Tangos Wo Meereswogen rauschen (TO Lutter, Telefunken A 2513, 1938, vgl. Liste unten). Bis zum Ende des Zweiten Weltkriegs wirkte er als Darsteller in weiteren Filmen mit, unter anderem in Gauner im Frack (1937), Friedemann Bach (1941) und Romanze in Moll (1943). Daneben lieh er seine Stimme auch gesanglich weniger begabten Schauspielern wie Karl Schönböck im Film Der Blaufuchs (1938). Helgar stand 1944 in der Gottbegnadeten-Liste des Reichsministeriums für Volksaufklärung und Propaganda.
Seine letzte ernstzunehmende filmische Arbeit war Die Lady (1964). Seine Karriere dauerte bis in die 1980er Jahre hinein an (u. a. als Fernseh-Moderator der Wunschmusiksendung „Auf Ihren Wunsch“). Eric Helgar hat weit mehr als 1000 Schallplattenaufnahmen mit vielen führenden deutschen Tanzorchestern eingespielt und zählt damit zu einem der bedeutendsten deutschsprachigen Gesangsinterpreten der Schellackplatten-Ära.
Helgar war drei Mal verheiratet; aus seiner zweiten Ehe (1943–1958) mit Schauspielerin Lola Müthel entstammt Tochter Angela Müthel (* 1945), die ebenfalls als Schauspielerin tätig war.

## Filmografie
- 1933: Was Frauen träumen
- 1933: Sag’ mir, wer Du bist
- 1934: Der Springer von Pontresina
- 1936: Du bist mein Glück
- 1936: Potpourri
- 1937: Gauner im Frack
- 1938: Der Blaufuchs (Gesang)
- 1939: Der grüne Kaiser
- 1939: Eine Frau wie Du
- 1939: Opernball
- 1940: Ritorno
- 1940: Wie konntest Du, Veronika!
- 1940: Zwei Welten
- 1941: Friedemann Bach
- 1943: Romanze in Moll
- 1964: Die Lady
- 1969: Hugo, der Weiberschreck

## Lieder / Schallplattenaufnahmen [Auswahl]
Nachweis hier z. T. mit Etikettenangaben (Bestellnummern)

mit Alfred Beres und seinem Orchester
- Nur Tango, nur Tango (Fritz Rotter / Bruno Kaper), Ultraphon A 744 (1931)
- Süßer… Süßer!
- Zuerst ein Schnäpschen und dann ein Küsschen

mit Erich Börschel mit seinem Orchester
- Zwei Augen (Storch), Telefunken-Musikus M 6333 (13. Januar 1937)
- Zigeunerin (Frantzen/Pengel), Telefunken-Musikus M 6333 (13. Januar 1937)

mit Hans Bund und seinem Tanz-Orchester / Tanz-Streich-Orchester (*)
- Du bist meine große Sehnsucht, Slow Fox (*) (Musik & Text Günther Ernst), Telefunken A 1666 (1934)
- In Deine Hände leg' ich mein ganzes Glück, Tango (Musik & Text Willi Kollo), Telefunken A 1441 (1934)
- Ihnen zuliebe ! / Mehlspeis (beide Titel aus der Operette „Das kleine Café“, Musik & Text von Ralph Benatzky), Telefunken A 1702 (1934)

mit Fritz Domina und seinem Tanz-Orchester
- Ich hab’ Dir zu tief' in die Augen geseh'n, Tango (von Harald Böhmelt a. d. Film „Charleys Tante“) /  Luana, Ich seh’ die selben Sterne wie Du, Tango (Ludwig Schmidseder), Kristall 3454 (1934)

mit Will Glahé und seinem Tanz-Orchester
- An einem Tag im Frühling, Foxtrott (Franz Doelle / Bruno Balz, a. d. Film „Viktor & Viktoria“); Electrola EG 2921 (1933)

mit Oskar Jerochnik und seinem kleinen Tanzorchester
- Der arme Jonathan (Potpourri a. d. gleichnamigen Operette von Carl Millöcker und Josef Rixner [in textl. Bearbeitung von Günther Schwenn ], Teil 1. u. 2 mit Oskar Jerochnik am Flügel); Telefunken A 10083 (1939)
- Lüg’ nicht Baby ! (Potpourri a. d. Musical von Hans Carste, Teil 1. u. 2 mit Helga Wille); Telefunken A 2945 (1939)

mit Oskar Joost und seinem Tanz-Orchester (vom Eden-Hotel, Berlin)
- Auf der Terrasse vom Romanischen Café, Tango, Telefunken / Ultraphon A 1080 (1932)
- Nur bei uns gibt’s Gemütlichkeit (Robert Stolz / Robert Gilbert), Marschlied a. d. Film „Hochzeit am Wolfgangsee“, Kristall 3378 (1933)

mit Louise Jordan (Klavier)
- Reizend (Musik & Text: Friedrich Hollaender, aus: „Höchste Eisenbahn“), Telefunken A 1285 (November 1932)
- Und sowas findet man schön (Musik & Text: Friedrich Hollaender, aus: „Höchste Eisenbahn“), Telefunken A 1285 (November 1932)

mit Peter Kreuder und seinen Solisten / u.s. Tanz-Rhythmikern
- Annabell’
- Auf der Rue Madeleine in Paris (mit Adolf Wolff, Wurlitzer-Orgel)
- Capriolen
- Durch die Steppe klingt ein Liebeslied (Empty Saddles) (Billy Hill / Charles Amberg) (a. d. Film „Rhythm on the range“), Telefunken A 2154 (1937)
- Ich fühle, Du fehlst mir
- Ich liebe Dich!, Foxtrott (a. d. Film „Nanette“), Telefunken A 10081 (1940)
- Ich tanze mit Dir in den Himmel hinein, Langsamer Walzer (Musik: Friedrich Schröder / Text: Hans Fritz Beckmann, a. d. Film „Sieben Ohrfeigen“) (mit Adolf Wolff, Wurlitzer-Orgel)
- Ja, die Musik ! Foxtrott (M.& T.: Ralph Maria Siegel), Telefunken A 2473 (1938)
- Laß' die Frau, die dich liebt, niemals weinen, Slow Fox (Friedrich Schröder / Hans Fritz Beckmann), Telefunken A 2473 (1938)
- One, two, button your shoe
- Rosemarie, vergiss' mich nie, Telefunken A 10081
- Zehn Uhr Zehn

mit Adalbert Lutter und seinem Orchester/Tanzorchester
- Addio Venezia !, Tango (Musik: Ludwig Schmidseder / Text: Günther Schwenn), Telefunken A 2418 (1937)
- Am Abend auf der Heide (Reginella campagnola), Foxtrott (Eldo di Lazarro / Richter), Telefunken blau A 2992
- An der Saar und am Rhein (mit dem Schuricke-Trio [-Terzett]), Telefunken A 10010
- Beim 5-Uhr-Tee im Strandcafé, Foxtrott, Telefunken-Musikus M 6155, als mit „Tenor-Solo“ (1935)
- Das kann doch einen Seemann nicht erschüttern (mit dem Heyn-Quartett), Telefunken A 10023
- Der Wind hat mir ein Lied erzählt, Tango (a. d. Zarah-Leander-Film „La Habanera“), Telefunken A 2381 (1937)
- Der Tag geht zur Ruh’, Telefunken A 2138
- Die Juliska aus Budapest, Foxtrott (aus der Musical-Operette „Die Maske in Blau“ von Fred Raymond und Günther Schwenn), Telefunken A 2275 (1937)
- Die Liebe ist ein Spiel zu Zwei’n, Foxtrott (Musik: Peter Igelhoff / Text: Helmut Käutner) a. d. Film „Maguerite : 3“, Telefunken-Musikus M 6655 (1939)
- Die oder Keine !, Potpourri mit dem Heyn-Quartett (a. d. Musical-Operette „Die oder Keine!“ von Schmidseder / Schwenn), Telefunken A 10024 (1939)
- Dort wo’s a Musi gibt und auch an guaten Wein, Wienerlied (Otto Berco / Walter Simmlinger), Telefunken A 2410 (1937)
- Du bist Alles für mich, süße, kleine Mary, Foxtrott (a. d. Musical-Operette „Melodie der Nacht“ von Ludwig Schmidseder und Günther Schwenn), Telefunken-Musikus M 6500 (1938)
- Du hast Glück bei den Frau’n Bel Ami, Foxtrott (a. d. Film „Bel Ami“) von Theo Mackeben / Hans Fritz Beckmann; Telefunken rot A 2799
- Einmal ist keinmal, Tango (Musik & Text von Ralph Benatzky a. d. Film „Die ganz großen Torheiten“), Telefunken A 2204 (1937)
- Es gibt so süße Mädels, Foxtrott (a. d. Musical-Operette „Melodie der Nacht“ von Ludwig Schmidseder und Günther Schwenn), Telefunken-Musikus M 6500 (1938)
- Es singen voller Sehnsucht alle Geigen, Tango, Telefunken-Musikus M 6653 (1939)
- Es war ein Mädchen und ein Matrose – Carioca mit Brigitte Mira (a. d. Film „Napoleon ist an allem schuld“, M.: Franz Grothe / T.: Willy Dehmel); Dauer: 3:08; Telefunken A 2768 (1938)
- Es war einmal ein Musikus, Tango, Telefunken rot A 1256 (1934)
- Fräulein, Sie tanzen so schön mit Gefühl, langsamer Walzer, Telefunken A 2940 (1939)
- Frauentränen, Tango, Telefunken A 2139
- Frühling, Frühling, nimm' mich in Deinen Arm, Foxtrott, Telefunken A 10106 (1940)
- Ganz dahinten, wo der Leuchtturm steht, Lied (a. d. Hans-Albers-UFA-Film „F.P.1 antwortet nicht“), Telefunken A 1306 (1934)
- Großes Potpourri (a. d. Operette „Lauf in’s Glück“ von Fred Raymond) (mit Erwin Hartung) (1934).
- Heute abend bin ich frei!, Foxtrott a. d. Musical-Operette „Frauen im Metropol“ von Ludwig Schmidseder; Telefunken A 10187 (1940)
- Hinter einer Düne, Foxtrott, Telefunken-Musikus M 6439 (1938)
- Hofkonzert im Hinterhaus (Organ Grinder's Swing), Foxtrott (Will Hudson / Charles Amberg), mit den Humoresk Melodios, Telefunken-Musikus M 6351 (1937)
- Holla, Lady, Telefunken rot A 2757
- I' hab' die schönen Maderl’n net erfunden, Wienerlied (Ludwig Schmidseder / Theo Prosel), Telefunken A 2410 (1937)
- Ich dachte, Sie sind frei, Fräulein ?, Tango (a. d. Schmidseder-Schwenn Musical-Operette „Die oder Keine!“) Telefunken A 10043 (1939)
- Ich bin ja heute so verliebt, langsamer Walzer (a. d. Film „Operette“); (Willy Schmidt-Gentner / Beckmann), Telefunken A 10267 (1940)
- Ich hab’ an Dich gedacht, Tango, Telefunken A 2381
- Ich hab’ Heimweh nach Wien, Walzer, Telefunken A 2326
- Ich hab' heute nacht vom Frühling geträumt, Tango (Charlotte Baerenz), Telefunken A 2513
- Ich kann an hübschen Mädels nicht vorüber geh’n, Tango, Telefunken A 2808 (1939)
- Ich lieb' nur Eine, Tango (a. d. Film „Spaßvögel“), Telefunken-Musikus M 6583 (1939)
- Ich sag' zu Ihnen „Sie“, schöne Frau, Tango, Telefunken A 2274 (1937)
- Ich träum' beim ersten Kuß schon von dem zweiten Kuß, Telefunken  A 2303; A 2394
- Im schönen Sizilien, Tango, Telefunken-Musikus M 6477; M 6479 (1938)
- Im Wirtshaus (mit dem Schuricke-Trio [-Terzett]), Telefunken A 10010
- In Deinen Armen, Tango (a. d. Film „Gauner im Frack“), Telefunken A 2304 (1937)
- In meiner Burg am Strande, Foxtrott, Telefunken-Musikus M 6439 (1938)
- In Rio de Janeiro, Tango, Telefunken A 2807 (1939)
- Irgend etwas Wunderschönes, Walzer, Telefunken A 2239 (1937); A 10700
- Ja, das Temp'rament, Foxtrott (aus der Musical-Operette „Die Maske in Blau“ von Fred Raymond und Günther Schwenn), Telefunken A 2275 (1937)
- Kann denn Liebe Sünde sein ? (Lothar Brühne / Bruno Balz), Foxtrott (a. d. Zarah-Leander-Film „Der Blaufuchs“), Telefunken A 2756 (1938)
- Kleine Melodie (Dich vergess' ich nie), Walzer (Franz Grothe / Willy Dehmel), Telefunken [NK] A 2647
- Komm’ doch in meine Arme, langsamer Foxtrott (a. d. Schmidseder-Schwenn Musical „Frauen im Metropol“) Telefunken A 10187 (1940)
- Lach’ ein bissel, wein’ ein bissel (a. d. Film „Der Spiegel des Lebens“), Telefunken [NK] A 2647
- Lebe wohl, kleine Frau, Tango, Telefunken A 2139
- Melodia (Hörst Du mein heimliches Rufen?), Telefunken-Musikus M 6349 (1937), A 10700
- Nach jedem Abschied gibt’s ein Wiederseh’n, langsamer Walzer (Ludwig Schmidseder / Aldo von Pinelli  / H. Marischka) a. d. Film „Herzensfreud-Herzensleid“, Telefunken A 10267 (1940)
- Sag’ beim Abschied leise „Servus“, langsamer Walzer (Peter Kreuder / Hilm) a. d. Film „Burgtheater“, Telefunken A 2138 (1936)
- Schiheil, Telefunken rot A 2757
- Schön ist die Nacht, Tango (Felix Hübner / Dähn / Evelyn Rehs), Telefunken blau A 2992
- Sing' mir das Lied, Walzer, Telefunken A 2326
- Straßensänger von Neapel (O mia bella Napoli) (M.: Gerhard Winkler / T.: Ralph Maria Siegel), Tango, Telefunken A 2418 (1937)
- Tango Marina (a. d. Operette „Melodie der Nacht“ von Ludwig Schmidseder), Telefunken-Musikus M 6501 (1938)
- Tanzen, tanzen!, Foxtrott, Telefunken A 10023 (1939)
- Von der Puszta will ich träumen, Telefunken A 2756
- Wo Meereswogen rauschen, Tango (Eric Helgar / Manfred Zalden), Telefunken A 2513 (1938)
- Warum hat der Napoleon ? – mit Brigitte Mira (a. d. Film „Napoleon ist an allem Schuld“), Telefunken A 2768
- Wenn die Adria träumt, Tango, Telefunken A 2304 (1937)
- Wenn wir heut’ Nacht nach Hause geh’n; langsamer Walzer (Peter Kreuder / Günther Schwenn); Telefunken rot A 2799 (1939)

mit Ludwig Rüth und seinem Orchester
- Blau ist das Meer, Electrola EG 2943
- Du bist meine große Leidenschaft, 1934
- Kleiner Mann, was nun? (von Harald Böhmelt a. d. Film „Kleiner Mann – was nun?“)
- Saison in Kairo, Foxtrott (a. d. Film „Saison in Kairo“, 1933)
- Wie schön ist Deine Liebe, Electrola EG 2948

mit dem Jazz-Orchester Efim Schachmeister
- Schön Ist Das Leben, Marschlied (a. d. Film „Der Kongress tanzt“)

mit Hans Schindler und seinem Tanz-Orchester
- Die Potsdamer Linde; Telefunken A 1149
- Eisenbahngalopp; Telefunken A 1149
- Fahrt ins Blaue (Teil 1 und 2); mit Erwin Hartung; Telefunken A 1352
- Good night, mein Lieb’, good night
- Hoppla ! Jetzt komm ich ! (auf Ultraphon mit den Five Songs)
- So ein Jägersmann (Roderich Lander/Arthur Delmar/J. Fredal); Dauer: 2:35; Telefunken A 1148 (Berlin, 5. Juli 1932)

mit Teddy Stauffer und seinen Original-Teddies
- In die unbekannte Ferne, langsamer Walzer (a. d. Film „Brillanten“), Telefunken A 2371 (1937)
- Mit 'Lehár’s Vilja-Lied' um die Welt! (Franz Lehár), mit Rosita Serrano, Telefunken E 2758 (1938)
- Maria - Marie (Maria my own), Rumba (Ernesto Lecuona / Ralph Maria Siegel), Telefunken A 2759 (1938)
- Nachts am Kongo (La Conga Blicoti), Conga (Armando Oréfiche / Ralph Maria Siegel), Telefunken  A 2759
- Träumen von der Südsee, Slow Fox, Telefunken A 2371

mit dem Ultraphon-Tanz-Orchester
- Eine Nacht in Monte Carlo

mit dem Eddy Walis Jazz-Orchester
- Du bist in meinem Leben die erste Sensation(*), Tango / Ich möchte Dich tausend mal küssen (**), English Waltz, Artiphon 8480; Kalliope (*)1839; Kalliope(**)1840 -- (1933).

mit Heinz Wehner und seinem Telefunken-Swing-Orchester
- Montag, Dienstag, Mittwoch, 1937 (Zalden/Krug/Heinz)
- Ich hab’ vielleicht noch nie geliebt, English Waltz (im Film „Premiere“ gesungen von Zarah Leander), Telefunken A 2166 (1937)
- Zuerst sagst Du „Ja“ und dann sagst Du „Nein“, 1936 (Eysoldt/Feltz)

mit Emil Roósz und seinem Orchester
- Madonna, wunderbar ist deine Liebe

weitere Lieder (mit z. T. nicht bekannter Begleitung)
- Dort, wo du hingehst, da will auch ich sein (a. d. Film „Allotria“, 1936)
- Du bist meine große Leidenschaft
- Du hast mir heimlich die Liebe in’s Haus gebracht (a. d. Film „Ihre Hoheit befiehlt“)
- Ein Lied der Puszta spielt der Zigeuner
- Ich bin auf der Welt, um glücklich zu sein
- Ich schau' so gern in deine Augen (mit Leo Eysoldt)
- Leg' eine Tangoplatte auf !, Tango (von Michael Jary und Bruno Balz a. d. Film „Zwei Welten“, 1940)
- Mein Herz ist immer frei
- Wir wollen Freunde sein für’s ganze Leben (a. d. Film „Der Springer von Pontresina“, 1934)